# 레치워스

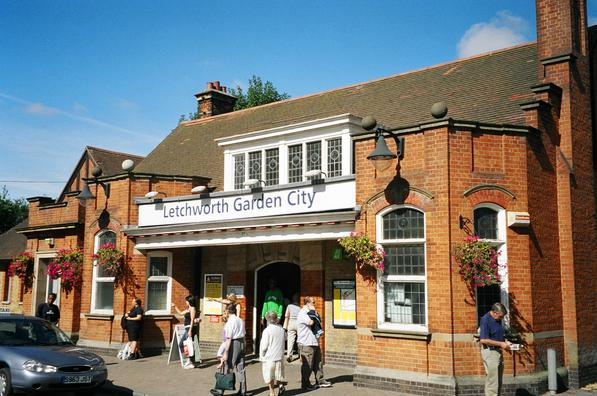

레치워스(영어: Letchworth)는 잉글랜드 하트퍼드셔주의 도시로, 에버니저 하워드 (Ebenezer Howard)가 제창한 전원 도시 (Garden City)의 이념에 따라 건설된 최초의 전원 도시이다.